# Mats Olsson

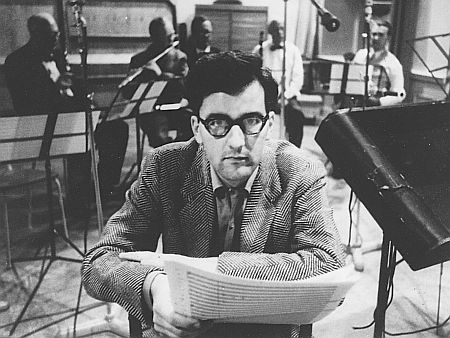
Foto de Mats Olsson .director musical de la final nacional sueca del Festival de Eurovisión en varias ocasiones en los años 1960 y 1970.

Mats Olsson (3 de noviembre de 1929 - 11 de septiembre de 2013) fue un músico sueco.
Olsson fue un destacado arreglista y director de orquesta de música popular. Fue director musical de la final nacional sueca del Festival de Eurovisión en varias ocasiones en los años 1960 y 1970. Fue el conductor de las entradas Swedish ESC en 1967, 1968 y 1972, así como director musical del Festival de la Canción de Eurovisión 1975.
Olsson murió el 11 de octubre de 2013.